# Canthidium dispar
Canthidium dispar là một loài bọ cánh cứng trong họ Bọ hung (Scarabaeidae).